# Bramka Seksteńska
Bramka Seksteńska lub Bramka Sekstyńska – przesmyk w Krainie Wielkich Jezior Mazurskich na południowym brzegu jeziora Śniardwy łączący jego główną część z zatoką Seksty. Od zachodniej strony przesmyk ogranicza półwysep Kaczor. Przesmyk leży na szlaku żeglugowym z Mikołajek od Pisza.